# Cola bruneelii
Cola bruneelii är en malvaväxtart som beskrevs av De Wild.. Cola bruneelii ingår i släktet Cola och familjen malvaväxter. Inga underarter finns listade i Catalogue of Life.